# NGC 161
NGC 161 és una galàxia lenticular de la constel·lació de la Balena. Va ser descoberta el 21 de novembre de 1886 per l'astrònom Lewis A. Swift.